# Српска породична енциклопедија
Српска породична енциклопедија је општа енциклопедија на српском језику коју су 2006. издале Народна књига и Политика НМ. Било је планирано да енциклопедија садржи 20.000 одредница у 20 томова и да покрива основна знања из природних и друштвених наука, уметности, спорта и популарне културе. Изашло је 11 томова, укључујући појмове који почињу на слова од А до Ј.